# Dorothea Bennett
Pour les articles homonymes, voir Bennett.
Dorothea Bennett, née en 1924, est une femme de lettres et une scénariste britannique, auteure de roman policier et de roman d'espionnage. Elle est la femme de Terence Young.

## Biographie
En 1960, elle publie son premier roman, The Dry Taste of Fear. En 1977, elle publie un roman d'espionnage, Jigsaw Man adapté au cinéma en 1984 pour un film britannique réalisé par Terence Young au titre anglais éponyme (La Taupe en français).
Les deux autres romans de Dorothea Bennett ont été traduits en français. Le premier, La Peau de l'ours (Under the Skin, 1961), raconte la préparation du meurtre d'un milliardaire peu scrupuleux en affaires. S'il est relativement classique, ce roman est, selon François Guérif, « toutefois sauvé par des notations originales (homosexualité des tueurs, inceste entre la femme du milliardaire et le fils de celui-ci, description acerbe du monde des affaires) ». Le second, Deux et deux font trois (The Maynard Hayes Affair (1979), introduit aussi l'homosexualité : Sir Maynard Hayes pousse son amant à épouser une jeune héritière afin de masquer leurs relations interdites par la loi. Tout se déroule pour le mieux jusqu'à ce que le jeune marié se pique au jeu et tente de rompre avec son ancien amant.
Dorothea Bennett a également rédigé en 1970 le scénario du film De la part des copains (Cold Sweat), une adaptation du roman De la part des copains (Ride the Nightmare) publié par Richard Matheson en 1959.

## Œuvre

### Romans
- The Dry Taste of Fear (1960)
- Under the Skin (1961) Publié en français sous le titre La Peau de l'ours, traduit par Paul Mac-Ayre, Paris, Presses de la Cité, coll. « Un mystère » no 598, 1961
- Jigsaw Man (1977)
- The Maynard Hayes Affair (1979) Publié en français sous le titre Deux et deux font trois, traduit par Marie-Josée Lacube, Paris, Librairie des Champs-Élysées, coll. « Le Masque » no 1765, 1984  (ISBN 2-7024-1577-6)

## Filmographie

### Adaptation
- 1984 : La Taupe (The Jigsaw Man), film britannique réalisé par Terence Young, adaptation du roman Jigsaw Man, avec Michael Caine, Laurence Olivier et Susan George

### Scénario
- 1970 : De la part des copains (Cold Sweat), film franco-italien réalisé par Terence Young, d'après le roman De la part des copains (Ride the Nightmare, 1959) de Richard Matheson, avec Charles Bronson, Liv Ullmann et James Mason

### Actrice
- 1963 : Bons Baisers de Russie, film britannique réalisé par Terence Young, avec Sean Connery, Daniela Bianchi, Pedro Armendáriz et Robert Shaw

## Sources
: document utilisé comme source pour la rédaction de cet article.
- Claude Mesplède (dir.), Dictionnaire des littératures policières, vol. 1 : A - I, Nantes, Joseph K, coll. « Temps noir », 2007, 1054 p. (ISBN 978-2-910-68644-4, OCLC 315873251), p. 204